# Chionaema effracta
Chionaema effracta är en fjärilsart som beskrevs av Walker 1854. Chionaema effracta ingår i släktet Chionaema och familjen björnspinnare. Inga underarter finns listade i Catalogue of Life.